# جیم مک ویلیامز
جیم مک ویلیامز (متولد ۱۰ فوریه ۱۹۳۷) یک هنرمند آمریکایی و طراح گرافیک است که به عنوان یک نوازنده آوانگارد و آهنگساز در طول سال‌های ۱۹۶۰ تا ۱۹۷۰ فعال بوده است.